# دابلین (جورجیا)
دابلین، جورجیا (به انگلیسی: Dublin, Georgia) یک شهر در ایالات متحده آمریکا با جمعیت ۱۶٬۲۰۱ نفر است که در جورجیا واقع شده‌است.

## موقعیت جغرافیایی
موقعیت جغرافیایی شهرها و مناطق اطراف به شرح زیر است: